# Stolen Orders
Stolen Orders è un film muto del 1918 diretto da George Kelson e Harley Knoles che si basa sull'omonimo lavoro teatrale di Cecil Raleigh e Henry Hamilton andato in scena al Manhattan Opera House di Broadway il 24 settembre 1915.

## Trama
Rovinato dai debiti, John Le Page sta per avvelenarsi per far sì che, alla sua morte, la figlioletta Ruth possa almeno incassare il denaro dell'assicurazione, ma viene fermato dall'irruzione nella gioielleria di due ladri. Uno dei due, Bill Cory, beve il veleno e muore; l'altro, Joe Allen, viene arrestato per avere rubato i gioielli che, in realtà, aveva preso La Page. Passano quindici anni. È scoppiata la guerra e Le Page è legato a una spia tedesca che cerca di mettere le mani su alcuni documenti segreti dell'ammiraglio Gaveston. Per ottenerli, le spie puntano sulle debolezze della moglie di Gaveston, Felicia, trascinata da un'irrefrenabile passione per il gioco che, con le sue puntate, perde una fortuna. Per ripianare il debito, Felicia accetta di rubare i documenti del marito. Suo cognato, il tenente Dennis Gaveston, fratello dell'ammiraglio, scopre che Le Page sta pianificando di trasportare a Berlino i documenti rubati per mezzo di un aerostato su cui si deve imbarcare insieme alla figlia Ruth. La ragazza, innamorata del tenente, segue con riluttanza suo padre, mentre Dennis li insegue con un idrovolante. Complice di Le Page, si rivela essere Allen, il ladro andato in carcere al posto di Le Page. I due lottano tra di loro e, cadendo entrambi da bordo, finiscono per annegare. Ruth riesce a salvarsi per mezzo di un paracadute e restituisce a Dennis i documenti con il sigillo ancora intatto.

## Produzione

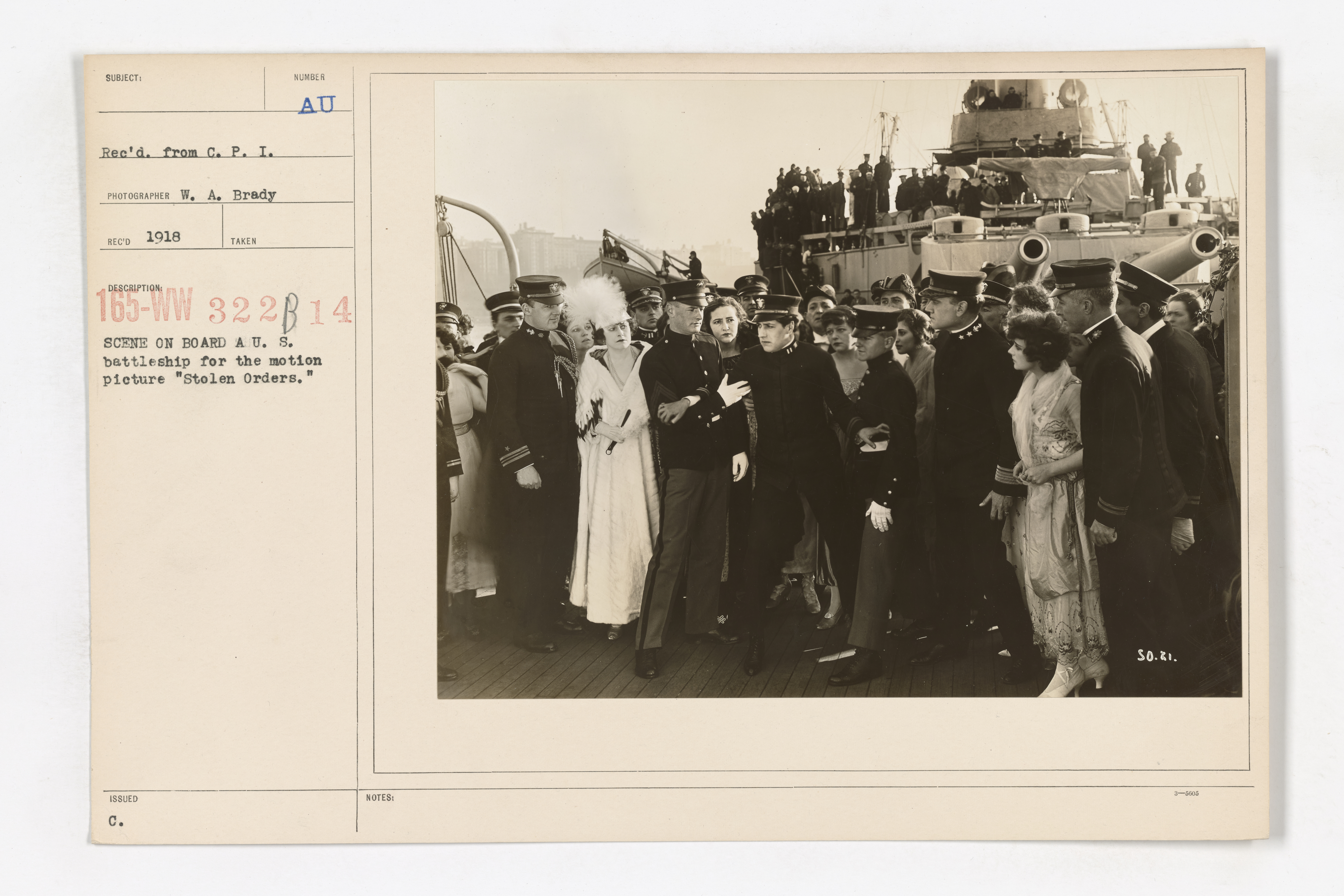
Scena girata a bordo di una corazzata degli Stati Uniti

Fu prodotto dalla Brady-World e dalla World Film e contiene alcune scene riprese sul fronte italiano tratte da documentari. Nel film appare anche il presidente Woodrow Wilson che pronuncia un discorso.

## Distribuzione
Il copyright del film, richiesto dalla Sealed Orders Motion Picture Corp., fu registrato l'8 giugno 1918 con il numero LU12562.
Distribuito dalla World Film, il film uscì nelle sale cinematografiche statunitensi il 2 giugno 1918. In Danimarca, fu distribuito il 10 giugno 1919 con il titolo Forseglede Ordrer.
Non si conoscono copie ancora esistenti della pellicola che viene considerata presumibilmente perduta.